# تشارلز بي. جونسون
تشارلز بي. جونسون (بالإنجليزية: Charles Bartlett Johnson)‏ هو شخصية أعمال أمريكي، ولد في 6 يناير 1933 في مونتكلير ‏ في الولايات المتحدة.

## وصلات خارجية
- تشارلز بي. جونسون على موقع إن إن دي بي (الإنجليزية)